# Comissão para a Cidadania e a Igualdade de Género
A Comissão para a Cidadania e a Igualdade de Género (CIG) é um organismo nacional responsável pela promoção e defesa da igualdade entre mulheres e homens - princípio fundamental da Constituição da República Portuguesa.  Cabe-lhe a coordenação dos Planos Nacionais de Políticas Públicas instrumento garante no domínio da cidadania, da promoção e defesa da igualdade de género e do combate à violência doméstica e de género e ao tráfico de seres humanos. Tem por objectivo eliminar a discriminação baseada no género e construir uma sociedade alicerçada no exercício da cidadania.

## Planos Nacionais de Políticas Públicas
Os Planos Nacionais de Políticas Públicas estão subdivididos nas seguintes áreas:
- Cidadania e Igualdade de Género
- Violência Doméstica
- Tráfico de Seres Humanos
- Mutilação Genital Feminina
- RCSNU 1325

## Histórico
Em 17 de Novembro de 1975  é criada, em Portugal, pelo Decreto-Lei n.º 485/77, a Comissão da Condição Feminina (CCF) ficando-se muito a dever à sua impulsionadora, então Ministra dos Assuntos Sociais, Maria de Lurdes Pintasilgo.
Em 1990, mantendo o seu Conselho Consultivo passa a designar-se CIDM (Comissão para a Igualdade e para os Direitos das Mulheres) da qual foi presidente Ana Lowndes Vicente.
Passou a designar-se CIG - Comissão para a Cidadania e a Igualdade de Género, em 2007, e depende directamente do Conselho de Ministros.
Na história deste organismo de Estado destacam-se notáveis mulheres que presidiram e/ou integraram a sua estrutura orgânica.
O Conselho Consultivo da CIG dispõe de Regulamento, aprovado por despacho da Secretária de Estado dos Assuntos Parlamentares e da Igualdade, de 2 de agosto de 2012.